# Nålblecka
Nålblecka (Lagodon rhomboides) är en fiskart som först beskrevs av Carl von Linné 1766.  Nålblecka ingår i släktet Lagodon och familjen havsrudefiskar. Inga underarter finns listade i Catalogue of Life.